# Stenolechiodes pseudogemmellus
Stenolechia pseudogemmellus là một loài bướm đêm thuộc họ Gelechiidae. Nó được tìm thấy ở Đức, Hy Lạp, Ý, Áo, Ba Lan, Slovakia, Cộng hòa Séc, Thổ Nhĩ Kỳ, Pháp, Bỉ, Hà Lan và Croatia.
Sải cánh dài 8–10 mm. Con trưởng thành bay từ cuối tháng 4 đến đầu tháng 7 làm một đợt ở Trung Âu. 
Ở tây Nam Âu, có thể có một thế hệ thứ hai do con trưởng thành đã được sưu tập vào tháng 7 ở Ý, Hy Lạp và Montenegro.
Ấu trùng ăn các loài Quercus, bao gồm Quercus robur.